# Saint-Philippe (Illinois)
Saint-Philippe est un ancien village du comté de Monroe (Illinois).

## Historique
Saint-Philippe au Pays des Illinois, fut fondé par Philippe François Renault en 1720 le long du fleuve Mississippi. Très vite, la communauté exporta ses surplus agricoles aux communautés au sud de la Louisiane, ainsi qu'à celles au centre du fleuve Mississippi qui avaient moins de succès que celles de l'Illinois.
Le village fut construit à trois miles du fort de Chartres. La majorité des habitants étaient Canadiens. La population augmenta graduellement, mais à la fin de la guerre de Sept Ans en 1763, quelques-uns traversèrent de l'autre côté du fleuve Mississippi sous domination espagnole. Cependant, le plus gros déménagement eut lieu lors de la Révolution américaine lorsque Clark menaça les habitants comme à Prairie du Rocher. Alors, il traversèrent le fleuve pour se retrouver en Louisiane.
Après la vente de la Louisiane par Napoléon Ier, les Américains contrôlaient les deux côtés du Mississippi et coupèrent presque toute la forêt des deux côtés de la rive, ce qui produisit l'inondation et la disparition du village de Saint-Philippe au Pays des Illinois.